# 恰內湖
恰內湖（俄语：озеро Чаны）是俄羅斯最大的湖泊之一，淺水淡水湖，其水位隨著季節和年份而改變。環繞該湖的各種生態系統包括濕地、鹽澤、白樺和山楊樹林等。恰內湖對西伯利亞的候鳥尤其重要。

## 軼事
- 近來盛傳該湖出現水怪，並造成許多傷亡。據描述該水怪有甚長的脖子、鰭和尾巴。[1]

## 外部連結
- 國家航空和太空行政 （页面存档备份，存于）